# Repubblica Socialista di Croazia
La Repubblica Socialista di Croazia (in croato Socijalistička Republika Hrvatska, SR Hrvatska, SRH) è stato il nome ufficiale della Croazia all'interno della Repubblica Socialista Federale di Jugoslavia dal 1963 al 1990.
Inizialmente nota come Stato Federale di Croazia (in croato Federalna Država Hrvatska, FDH) o Repubblica Popolare di Croazia (in croato Narodna Republika Hrvatska, NRH), la RS Croata fu fondata il 9 maggio 1944 e fu tra gli stati che il 10 agosto 1945 costituirono la Jugoslavia Democratica Federale.

## Nome ufficiale
La Croazia entrò a far parte della Federazione Jugoslava nel 1943 dopo la seconda sessione dell'AVNOJ e attraverso le risoluzioni dello ZAVNOH, il corpo deliberativo croato in durante il conflitto. Fu ufficialmente fondata come lo Stato Federale della Croazia (in croato Federalna Država Hrvatska, FD Hrvatska) il 9 maggio 1944, durante la III Sessione dello ZAVNOH. La Jugoslavia fu quindi rinominata in Jugoslavia Democratica Federale (Demokratska Federativna Jugoslavija, DFJ) e a livello costituzionale non era ancora uno stato socialista, o una repubblica. Il 29 novembre 1945, la DFJ divenne la Repubblica Federativa Popolare di Jugoslavia (Federativna Narodna Republika Jugoslavija, FNRJ), una repubblica popolare socialista, e la Croazia divenne quindi la Repubblica Popolare di Croazia (Narodna Republika Hrvatska, NR Hrvatska), come confermato dalla Costituzione jugoslava del 1946.
Il 7 aprile 1963, con l'adozione di una nuova costituzione, la FNRJ fu rinominata in Repubblica Socialista Federale di Jugoslavia (SFRJ) e la Repubblica Popolare di Croazia divenne la Repubblica Socialista di Croazia.
Il 22 dicembre 1990, la RS Croata emendò la propria costituzione e si rinominò in Repubblica di Croazia, proclamando la propria indipendenza con questo nome a partire dal 25 giugno 1991.

## Storia

### Seconda guerra mondiale

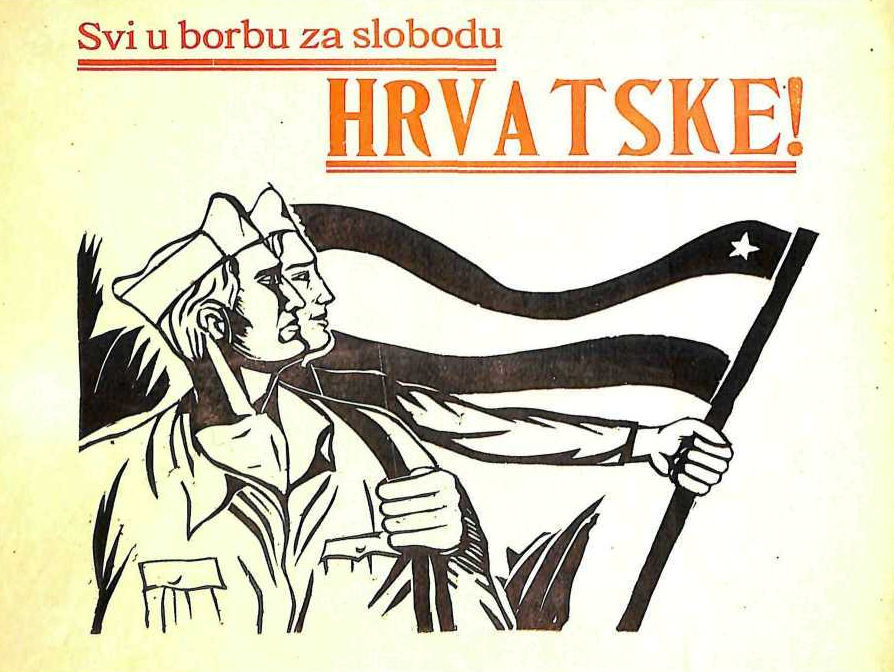
"Per la libertà della Croazia", manifesto partigiano della seconda guerra mondiale.

Nel primo anno di guerra, i partigiani jugoslavi non ebbero un supporto importante da parte del popolo croato, ad eccezione di quelli situati nella regione croata della Dalmazia. La maggior parte dei partigiani situati sul territorio era formata da Serbocroati. Tuttavia, nel 1943, i Croati iniziarono ad unirsi sempre di più alla lotta partigiana e nel 1944 comprendevano il 61% dei partigiani, mentre i Serbi formavano il 28%.
Il 13 giugno 1943 a Otočac, Lika, i partigiani croati fondarono il Consiglio antifascista di Stato per la liberazione popolare della Croazia o ZAVNOH, con Vladimir Nazor come presidente. I partigiani croati avevano la loro autonomia assieme ai compagni sloveni e macedoni ma, dal 1º marzo 1945, furono posti sotto il controllo del Comando supremo dell'Armata Jugoslava. I partigiani della Serbia e della Bosnia-Erzegovina non godettero di tale autonomia.
A seguito delle vittorie e delle conquiste territoriali partigiane, l'AVNOJ decise di tenere la seconda sessione a Jajce, in Bosnia, verso la fine di novembre del 1943. Durante la sessione, la leadership comunista decise di rifondare la Jugoslavia come uno stato federale.

### Nascita
Il 29 novembre 1945, l'Assemblea costituente jugoslava tenne una sessione dove fu deciso che la Jugoslavia sarebbe stata composta da sei repubbliche: Slovenia, Croazia, Bosnia-Erzegovina, Montenegro, Serbia e Macedonia. Poco dopo, il Partito Comunista iniziò a perseguitare coloro che si opponevano al regime mono-partitico. Il 30 gennaio 1946, fu approvata la Costituzione della Repubblica Popolare Federale di Jugoslavia. La Croazia fu l'ultima delle repubbliche a redigere una propria costituzione sulla falsariga di quella federale. La Costituzione della Repubblica Popolare di Croazia fu adottata il 18 gennaio 1947 dal Parlamento costituente locale. Nelle loro costituzioni, tutte le repubbliche erano prive del diritto di secessione dalla Jugoslavia, al contrario della Costituzione dell'Unione Sovietica.
Le repubbliche avevano solo un'autonomia formale, dato che la FNRJ era uno stato centralizzato ispirato al modello sovietico. Gli ufficiali del Partito Comunista erano anche degli ufficiali di stato, mentre il Comitato centrale era de iure il più alto organo statale; tuttavia, le decisioni principali venivano prese dal Politburo. I governi delle repubbliche erano solo una parte del meccanismo di governo del partito e attuavano le proprie politiche solo con l'approvazione del Politburo.

### Elezioni del 1945

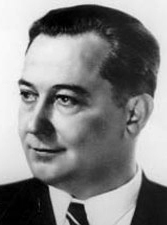
Ivan Šubašić, primo ministro jugoslavo in esilio e membro di spicco del Partito Contadino Croato.

Al termine della guerra, i comunisti dovettero fronteggiare l'opposizione che sosteneva il re destituito Pietro II di Jugoslavia ed era guidata da Milan Grol. Quest'ultimo si oppose all'idea di uno stato federale, negò il diritto per i Montenegrini e i Macedoni di avere le loro repubbliche e trattò con Tito e il croato Ivan Šubašić per ottenere la metà dei ministeri nel nuovo governo. Il Partito Contadino Croato (HSS), membro dell'opposizione, si divise in tre correnti: una a supporto degli ustascia, un'altra a favore dei comunisti e un'altra a sostegno di Vladko Maček. Tuttavia, il Partito Comunista ottenne la maggioranza in parlamento e prese il controllo dell'esercito, lasciando l'opposizione senza alcun potere concreto. Šubašić aveva i propri sostenitori all'interno dell'HSS e cercò di riunire il suo partito, credendo che, una volta unito, sarebbe stato il fattore politico principale del paese. Tuttavia, il Partito Contadino Repubblicano Croato, nato da una scissione dell'HSS, voleva entrare nel Fronte popolare, un'organizzazione super-politica controllata dal Partito Comunista di Jugoslavia. Šubašić era conscio del fatto che tale situazione avrebbe posto l'HSS sotto il controllo dei comunisti e cessò i negoziati sull'unificazione.
Durante la campagna elettorale, i partiti d'opposizione decisero di unirsi al Partito Radicale Serbo e ad altri partiti ma ciò fu impedito dalle attività minatori del PCJ. Il 20 agosto 1945, Grol si dimise e accusò i comunisti di aver infranto l'accordo Tito-Šubašić. Lo stesso Šubašić fu successivamente costretto a dimettersi alla fine di ottobre dopo essersi dissociato da Tito.
Le elezioni furono vinte dai comunisti, usando anche le cosiddette "scatole cieche" per gli elettori che non volevano votare per loro. Il PCJ ottenne la maggioranza assoluta in parlamento e fu autorizzato a concretizzare la propria idea di Jugoslavia.

### Periodo titoista

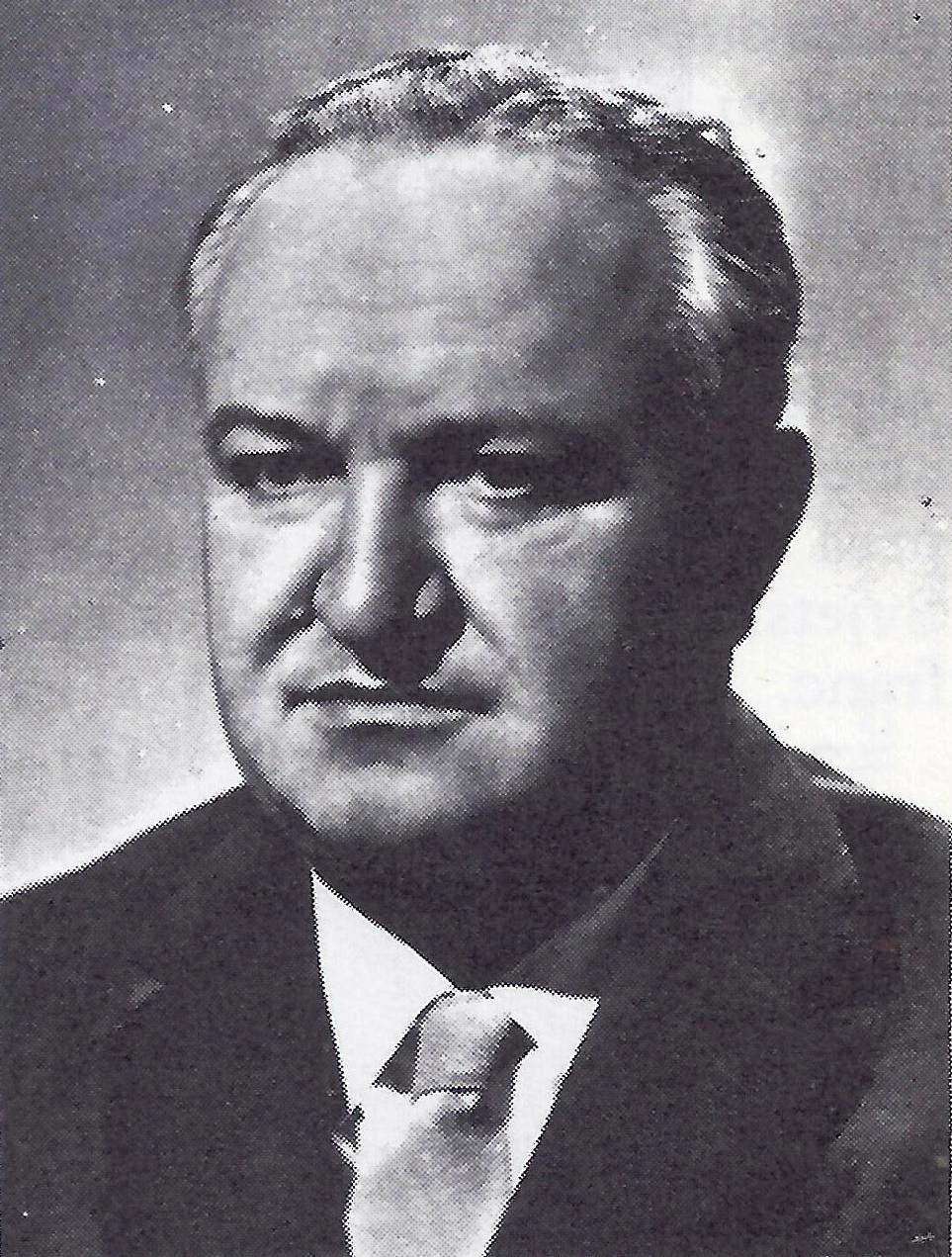
Vladimir Bakarić, primo capo del governo della Repubblica Socialista di Croazia.

Il primo Presidente della Repubblica Socialista Croata dopo la guerra è stato Vladimir Nazor (in realtà, Presidente del Presidium del Parlamento della Repubblica Popolare di Croazia), che durante la guerra fu il Presidente dello ZAVNOH, mentre il primo Capo del governo è stato Vladimir Bakarić. Sebbene i comunisti promuovessero il federalismo, la Jugoslavia post-bellica era uno stato fortemente centralizzato.
Subito dopo aver ottenuto il potere, i comunisti iniziarono a perseguitare gli ex ufficiali dello Stato Indipendente di Croazia in modo da poter compromettere la loro immagine pubblica. Il 6 giugno 1946, la Corte suprema della RS Croata condannò a morte alcuni dei principali ufficiali della NDH, tra cui Slavko Kvaternik, Vladimir Košak, Miroslav Navratil, Ivan Perčević, Mehmed Alajbegović e Osman Kulenović. I comunisti organizzarono anche una serie di processi farsa contro i collaborazionisti del ex regime fascista croato. Inoltre, i leader locali dei partiti civici spesso "scomparivano" senza alcun testimone. Il nuovo governo comunista non solo eliminò gli ex ufficiali della NDH ma anche coloro che sostenevano il Partito Contadino Croato e la Chiesa cattolica.
L'unico principale partito civico in Croazia, il Partito Contadino Repubblicano Croato, rimase attivo per pochi anni dopo le elezioni come satellite del Partito Comunista. Lo scontro con le forze civiche anticomuniste stimolò il centralismo e l'autoritarismo del Partito Comunista.
Quando prese il potere, Tito era consapevole della grande minaccia rappresentata dal nazionalismo per lo sviluppo del comunismo in Jugoslavia. Di conseguenza, i comunisti decisero di reprimere ogni forma di nazionalismo, soprattutto in Bosnia-Erzegovina e Croazia: cercarono di eliminare l'odio tra Croati, Serbi e musulmani, dando tuttavia un maggior supporto ai Serbi locali che, successivamente, furono sovra-rappresentati nelle leadership statali e di partito croate e bosniache.

### Primavera croata
Gli anni sessanta e settanta in Croazia furono segnati da un'emancipazione generale dalle politiche staliniste impiegate in Jugoslavia dopo la seconda guerra mondiale, introducendo tra il 1964 e il 1965 riforme economiche a favore dell'economia di mercato e dell'autogestione dei lavoratori. La Lega dei Comunisti di Jugoslavia iniziò anche a dare maggiore importanza alle leghe di ciascuna repubblica e provincia. Nelle università furono introdotte le scienze politiche e la sociologia nei quali i professori di ritorno dall'estero integravano i loro studi occidentali nei corsi, rendendo gli atenei come un centro di opposizione e critica al regime, in particolare a Lubiana, Zagabria e Belgrado.
Nel 1967, un anno dopo la rimozione dall'UDBA di Aleksandar Ranković (sostenitore di un socialismo centralizzato e del nazionalismo panserbo) e l'indebolimento della polizia segreta, un gruppo di 130 poeti e linguisti croati, 80 dei quali erano comunisti, pubblicò una Dichiarazione sul nome e lo status della lingua croata standard (in croato Deklaracija o nazivu i položaju hrvatskog književnog jezika) nel marzo del 1967. Nel testo, si considerava la discriminazione della lingua croata a favore di quella serba, causando una reazione con richieste simili anche in Serbia. Dopo il 1968, gli obiettivi patriottici di quel documento mutarono in un movimento croato generale a favore di maggiori diritti per la Croazia che ricevette un supporto dalle masse, in particolare tra molte organizzazioni studentesche che iniziarono attivamente a far sentire la loro voce a sostegno della causa. La reazione del regime fu tuttavia meno dura rispetto al passato.
Le riforme costituzionali del 1967, 1968 e il 1971 diedero maggiore autonomia alle repubbliche e ridimensionarono il ruolo dell'autorità centrale. Successivamente si crearono però delle tensioni inter-repubblicane nel campo politico ed economico.
I problemi economici in Jugoslavia dell'epoca contribuirono ad intensificare l'emigrazione economica, colpendo in particolare la Croazia nonostante fosse la fonte principale del reddito derivante dal turismo e che il 37% di tutti gli emigrati jugoslavi provenisse dalla Croazia.
La leadership politica croata chiese la democratizzazione e la decentralizzazione dell'economia, permettendo alla repubblica di trattenere più profitti all'interno della Croazia, invece di utilizzare le entrate del turismo e le rimesse degli emigranti per evitare la rovina economica.
L'economista croato Vladimir Veselica divenne noto durante questo periodo per aver scritto come la Croazia non fosse riuscita a trarre profitto dalla valuta estera che entrava in Jugoslavia attraverso la RS Croata, usandone una somma sproporzionatamente piccola. La creazione di una banca nazionale indipendente della Croazia avrebbe permesso una distribuzione più equa dei profitti. Rinunciando al diritto di usare la banca federale della Jugoslavia, la repubblica avrebbe potuto rinunciare anche al suo diritto di usare il fondo federale per le regioni sottosviluppate.
Alla X sessione del Comitato centrale della Lega dei Comunisti di Croazia tenutasi il 15 gennaio 1970, il partito locale sperimentò per la prima volta la propria autonomia decisionale sospendendo Miloš Žanko, un membro dell'Assemblea federale, per non aver seguito la politica ufficiale della repubblica e per aver accusato la leadership croata di fomentare il nazionalismo croato. La Lega croata affermò anche che il principale problema della Jugoslavia non erano i nazionalismi ma il centralismo e l'unitarismo, facendo una distinzione tra il nazionalismo e lo sciovinismo che non doveva essere tollerato. Durante la stessa sessione, Savka Dabčević-Kučar presentò un documento nel quale descrisse come retorica meschina il modo in cui la Croazia si stesse facendo del male in Jugoslavia, facendo notare che il PIL pro capite croato del 1968 era superiore alla media nazionale del 25%. Nacquero anche preoccupazioni sul monopolio della Banca Jugoslava degli Investimenti e della Banca del Commercio Estero da Belgrado su tutti gli investimenti e commerci esteri.
Dopo la X sessione, la Croazia si divise in due fazioni: la leadership comunista repubblicana (rappresentata da nazionalisti moderati) voleva risolvere la questione croata cambiando il sistema jugoslavo esistente, mentre organizzazioni nazionaliste ponevano richieste considerate più controversie. Tra questi gruppi vi era quello del Matica Hrvatska, un'importante istituzione culturale che chiedeva la rappresentazione della lingua e della cultura della Croazia in Jugoslavia.
Il piano quinquennale jugoslavo per il 1971-1975 avrebbe dovuto essere adottato nel luglio del 1970 ma la data fu posticipata a causa del conflitto inter-repubblicano, dell'alta inflazione e della riorganizzazione amministrativa. Inoltre, il Consiglio Esecutivo Federale bloccò tutti i prezzi per un periodo di quattro mesi a partire da novembre 1971.
Il movimento organizzò manifestazioni nel 1971 e migliaia di studenti zagabrini protestarono pubblicamente. Nello stesso anno, il Matica Hrvatska negò pubblicamente l'esistenza di una lingua serbocroata e chiese il riconoscimento di due lingue separate, il croato e il serbo.
A settembre del 1971, tre linguisti croati, Stjepan Babić, Božidar Finka e Milan Moguš, pubblicarono un libro di grammatica e ortografia usando il titolo Hrvatski pravopis ("Ortografia Croata"), rifiutando l'aggettivo Srpskohrvatski (Serbo-Croata). Fu sommariamente bandito, e tutte le copie vennero distrutte, ma una riuscì a raggiungere Londra dove fu ristampata e pubblicata nel 1972.
La leadership jugoslava interpretò l'intera questione come una restaurazione del nazionalismo croato e la polizia respinse i manifestanti. Nel 1971, l'URSS fece ulteriori pressioni sul maresciallo Tito tramite Leonid Brežnev e i suoi ambasciatori in Jugoslavia, chiedendo un maggior controllo della Lega Comunista all'interno del paese e aderendo in modo apparente alla dottrina Brežnev.
Dopo gli appelli agli studenti in sciopero, nel dicembre del 1971 Tito costrinse alle dimissioni alcune figure da lui ritenute inaffidabili come Savka Dabčević-Kučar, Miko Tripalo e Dragutin Haramija ed effettuò un'altra epurazione all'interno della Lega Comunista Croata e dell'amministrazione locale. Secondo le stime di Tripalo, duemila persone furono criminalmente perseguiti in Croazia tra il 1972 e il 1973 per la partecipazione alle manifestazioni. Tra gli arrestati vi era il futuro presidente della Croazia Franjo Tuđman. il giornalista dissidente Bruno Bušić, gli studenti attivisti Dražen Budiša, Ivan Zvonimir Čičak, Ante Paradžik, Goran Dodig, e i membri di "Matica hrvatska" Vlado Gotovac, Marko Veselica, Šime Đodan, Jozo Ivičević e Hrvoje Šošić. Nel 1972, più di 25 000 persone furono espulse dalla Lega dei Comunisti di Croazia.
Le forze conservative politiche e sociali attuarono una repressione che impedirono l'approvazione delle riforme che avrebbe reso la Jugoslavia una vera federazione di repubbliche sovrane e province, ridimensionando invece sia il concetto politico di "Jugoslavia" sia la sua nomenklatura a una specie di socialismo reale.

### Dopo la morte di Tito
Tito morì nel 1980 e le difficoltà politiche ed economiche iniziarono a minare il potere del governo federale che, non riuscendo più a pagare gli interessi dei prestiti internazionali, cercò di negoziare con il Fondo Monetario Internazionale. In Croazia, si intensificarono le polemiche pubbliche riguardanti la necessità di aiutare le regioni più povere e sottosviluppate, dato che la Croazia e la Slovenia contribuivano per il 60% a questi fondi. La crisi del debito, assieme all'elevata inflazione, costrinsero il governo federale a introdurre misure come la legge sulla valuta estera usata per le esportazioni. Ante Marković, un Croato-bosniaco che all'epoca era il Primo ministro croato, affermò che la Croazia avrebbe perso circa 800 milioni $ a causa di questa nuova legge. Nel 1989, Marković divenne poi l'ultimo Primo ministro della Repubblica Socialista Federativa di Jugoslavia e impiegò due anni per implementare varie riforme politiche ed economiche. Gli sforzi del suo governo furono efficaci ma successivamente fallirono a causa dell'instabilità politica della Federazione.
Le tensioni etniche si intensificarono: eventi come la crisi nel Kosovo, il memorandum nazionalista dell'Accademia serba delle scienze e delle arti e il governo di Slobodan Milošević in Serbia, ebbero un forte impatto in Croazia, dove i nazionalisti iniziarono ad opporsi al regime di Belgrado. Intanto, i riformisti iniziò a prevalere tra le file della Lega dei Comunisti Croati e il 17 giugno 1989 un gruppo di nazionalisti formò l'Unione Democratica Croata (HDZ) con a capo Franjo Tuđman.
Il 17 ottobre 1989, il gruppo rock croato Prljavo kazalište organizzò un concerto, al quale parteciparono circa 250 000 persone, nella piazza centrale di Zagabria. La polizia tentò di interrompere il concerto, ma il frontman Jasenko Houra si rifiutò e fece iniziare lo spettacolo, durato un'ora e mezza. Alla luce dei cambiamenti politici in corso, la loro canzone Mojoj majci ("A mia madre"), dove Houra elogia la madre gravemente malata come "l'ultima rosa della Croazia", fu considerata dai fan locali e di altre aree come un'espressione del patriottismo croato.
Nel gennaio del 1990, durante il XIV Congresso della Lega dei Comunisti di Jugoslavia, la delegazione serba guidata da Milošević insistette nel sostituire la politica costituzionale del 1974 che indeboliva le repubbliche con una nuova, pluripartitica e liberale, che avrebbe dato beneficio alla maggioranza serba della popolazione. In segno di protesta le delegazioni slovene e croate (guidate rispettivamente da Milan Kučan e Ivica Račan) abbandonarono il congresso e segnarono il culmine della frattura interna del partito al potere.
I Serbi etnici, che formavano il 12% della popolazione della Croazia, rifiutarono la nozione di separatismo dalla Jugoslavia. I politici serbi temevano la perdita dell'influenza che avevano in precedenza attraverso la loro rappresentanza nella Lega dei Comunisti di Croazia, vista come sproporzionata da alcuni Croati. Milošević e i suoi affiliati sfruttarono l'ondata del nazionalismo serbo mentre l'emergente leader croato Franjo Tuđman discusse con loro per rendere la Croazia uno stato nazionale. La disponibilità dei mass media permise alla propaganda di diffondersi velocemente e di stimolare il gingoismo e la paura, creando un clima di guerra.
Nel febbraio del 1990, la RS Croata adottò un sistema multipartitico e, tra aprile e maggio, si tennero le prime elezioni libere che videro la vittoria dell'HDZ (con il 41,94% delle preferenze) sulla Lega dei Comunisti Croati (36%), che si sciolse il successivo 3 novembre.
Nel marzo del 1991, l'Armata Popolare Jugoslava incontrò la Presidenza federale (un consiglio di otto membri composto dai rappresentanti provenienti dalle sei repubbliche e da due province autonome) nel tentativo di dichiarare lo stato di emergenza, permettendo così all'esercito di prendere il controllo del paese. I Serbi e i delegati del Montenegro, della Vojvodina e del Kosovo diedero subito il loro consenso, ma il voto contrario di Croazia, Slovenia, Macedonia e Bosnia impedì l'attuazione del piano.
La leadership serba continuò tuttavia a promuovere la centralizzazione del potere a Belgrado ma, con la resistenza di tutte le repubbliche, la crisi jugoslava si deteriorò ulteriormente.

### Indipendenza
A seguito della vittoria dell'HDZ, iniziò in Croazia un processo di democratizzazione che porterà all'indipendenza della già rinominata "Repubblica di Croazia". Il parlamento croato elesse Franjo Tuđman come presidente e, successivamente all'adozione di una nuova costituzione (22 dicembre 1990) e un referendum (19 maggio 1991), fu adottata la Dichiarazione sulla proclamazione della sovrana, indipendente Repubblica di Croazia il 25 giugno 1991.

## Politica e governo

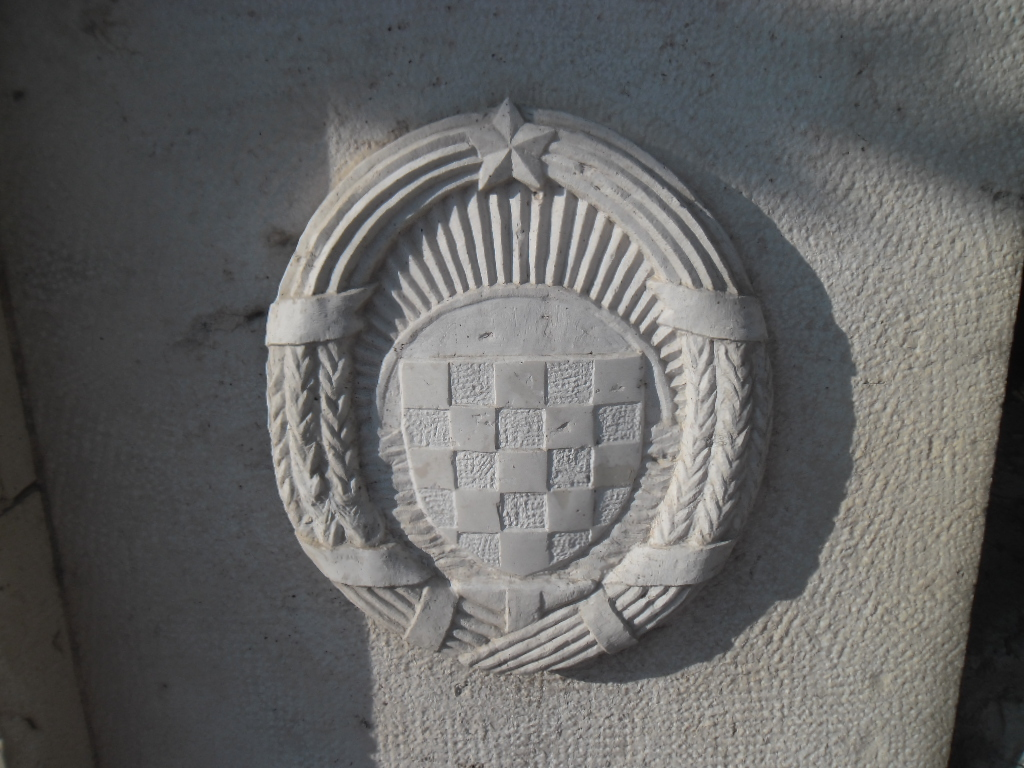
Stemma della RS Croata

La Repubblica Popolare di Croazia adottò la sua prima costituzione nel 1947, seguita nel 1953 dalla "Legge costituzionale sulle basi dell'organizzazione politica e sociale e sugli Organi repubblicani dell'Autorità". Una nuova costituzione adottata nel 1963, cambiò il nome del paese in Repubblica Socialista di Croazia. Importanti emendamenti furono approvati nel 1971 e nel 1974 fu ratificata una nuova costituzione che enfatizzava il ruolo della Croazia come repubblica costituente della Jugoslavia socialista. Tutte le costituzioni e gli emendamenti furono approvati dal Parlamento della Croazia in conformità alla Costituzione federale. Dopo le prime elezioni parlamentari multipartitiche tenutesi nell'aprile del 1990, il Parlamento modificò la costituzione ed eliminò il prefisso "socialista" dal nome ufficiale. Il 22 dicembre 1990, il Parlamento respinse il sistema mono-partitico comunista e adottò una nuova Costituzione della Croazia, più liberal-democratica, con la quale il Paese dichiarò la propria indipendenza il 25 giugno 1991 (dopo un referendum del 19 maggio 1991).
In base all'articolo 1.2 della Costituzione croata del 1974, la RS Croata fu definita come "uno stato nazionale del popolo croato, lo stato del popolo serbo in Croazia e lo stato di altre nazionalità che la abitano."
L'organo principale era il Politburo del Comitato centrale del Partito Comunista Croato (dal 1952, Lega dei Comunisti di Croazia) ed era formato da circa dieci persone. A ogni suo membro veniva assegnato un determinato settore, come la difesa o lo sviluppo dello stato. Il governo si basava de jure sulla democrazia rappresentativa nella quale il popolo poteva eleggere consiglieri e membri dei parlamenti, ma il potere apparteneva de facto agli organi esecutivi le cui decisioni venivano legittimate dagli organi rappresentativi. La Lega dei Comunisti di Croazia era una semplice diramazione della Lega Jugoslava, ed era formata per il 57% da Croati e dal 43% da Serbi. La maggior parte dei membri era contadina e semianalfabeta.
| 1947-1953 | Organi dell'autorità Statale | Organi dell'amministrazione Statale |                     |                             |                              |                     |                     |                              |                              |                              |
| 1947-1953 | Parlamento                   | Parlamento                          | Parlamento          | Presidio del Parlamento     | Governo                      |                     |                     |                              |                              |                              |
| 1953-1974 | Parlamento                   | Consiglio esecutivo                 | Consiglio esecutivo | Consiglio esecutivo         | Amministrazione repubblicana |                     |                     |                              |                              |                              |
| 1974-1990 | Parlamento                   | Parlamento                          | Parlamento          | Presidenza della Repubblica | Consiglio esecutivo          | Consiglio esecutivo | Consiglio esecutivo | Amministrazione repubblicana | Amministrazione repubblicana | Amministrazione repubblicana |

## Simboli nazionali

### Bandiere

Bandiera dello Stato Federale di Croazia (20 settembre 1943 - 24 luglio 1945)
Bandiera della RS di Croazia (18 gennaio 1947 - 25 luglio 1990)
Bandiera della Croazia (25 luglio - 21 dicembre 1990)

### Stemmi

Stemma dello Stato Federale di Croazia (1943 - 1945)
Stemma della Repubblica Socialista di Croazia (1943 - 1990)
Stemma della Repubblica di Croazia (1990)

## Economia
L'economia della Jugoslavia e quindi della RS di Croazia era inizialmente influenzata dall'Unione Sovietica. Poiché il Partito Comunista Jugoslavo era membro del Comintern, i comunisti jugoslavi sostenevano che il modello sovietico era l'unica opzione possibile per la creazione di uno stato socialista. Nei primi anni della RSFJ, il governo soppresse le critiche verso l'URSS e appoggiò i simpatizzanti filo-sovietici.
Il PCJ considerava la proprietà statale e il centralismo come le uniche vie per evitare il declino economico e che, senza la proprietà statale e il controllo amministrativo, sarebbe stato impossibile accumulare vaste risorse umane e materiali per lo sviluppo. Inoltre, l'ideologia del partito includeva l'eliminazione del settore privato dell'economia, considerata antiquata e storicamente rifiutata.

### Rinnovamento dell'economia
Il primo processo di nazionalizzazione iniziò il 24 novembre 1944, quando i partigiani jugoslavi sequestrarono le proprietà dei loro nemici. I primi ad essere stati interessati furono i criminali di guerra e gli occupanti, 199 541 proprietà di aziende e minoranze tedesche per un totale di 68 781 ettari. Fino alla fine della guerra, lo stato jugoslavo controllava il 55% dell'industria, il 70% delle miniere, il 90% del settore metallurgico del ferro e il 100% dell'industria petrolifera.
Nella RS Croata, le perdite furono elevate e durante la guerra morirono 298 000 persone, il 7,8% della popolazione totale. In seguito alla guerra partigiana, ai bombardamenti, allo sovra-sfruttamento di materie prime e risorse agricole nonché alla distruzione di strade e fabbriche, lo stato era in grave crisi economica. I contadini erano morti durante la guerra e si verificarono grandi perdite umane. Il danno dell'industria jugoslava era tra i peggiori d'Europa, mentre la RS Croata era tra le repubbliche jugoslave più disastrate, assieme alla Bosnia-Erzegovina e al Montenegro. L'autorità comunista dovette quindi trovare soluzioni per prevenire la fame, il disordine e il caos interno, pur avendo una carenza di lavoratori qualificati e dovendo fare quindi affidamento al lavoro volontario di massa. Il reclutamento per il lavoro volontario avveniva attraverso la propaganda a favore di un futuro comunista migliore, specialmente tra i partigiani jugoslavi e i giovani. Temendo le persecuzioni, molti oppositori del regime e collaboratori nazisti lavorarono volontariamente, mentre i prigionieri di guerra dovettero compiere i lavori più difficili ed estenuanti.
La distribuzione di cibo e del materiale necessario all'industria dipendeva sulla rapida riparazione delle strade danneggiate. La ricostruzione della ferrovia Zagreb-Belgrado avvenne ininterrottamente giorno e notte, facendo passare il primo treno alla fine di giugno del 1945. Furono puliti e ristrutturati anche i giacimenti minerari.
Anche se le relazioni tra i Paesi occidentali e la Jugoslavia divennero sempre più tese, un aiuto significativo al popolo jugoslavo arrivò dall'UNRRA, un'agenzia delle Nazioni Unite sotto l'influenza degli Stati Uniti d'America. L'UNRRA consegnò cibo, vestiti e scarpe per aiutare l'autorità comunista ad evitare la carestia e favorire la ricostruzione. Tra il 1945 e il 1946, l'agenzia distribuì 2,5 milioni di tonnellate di beni, principalmente alimentari, per un valore di 415 milioni $.

### Riforma agraria

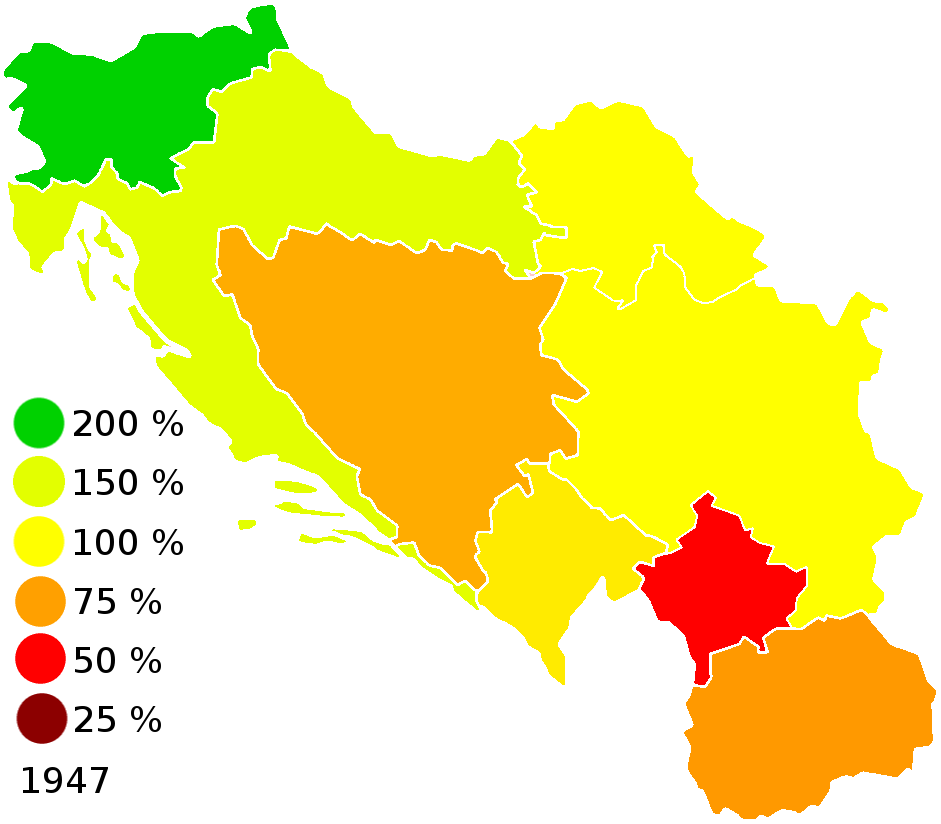
Mappa che mostra lo sviluppo economico delle repubbliche jugoslave nel 1947 (lo sviluppo medio è del 100%).

Contemporaneamente alla persecuzione dei nemici politici, le autorità comuniste vararono una riforma agraria in vigore dal 23 agosto 1945. Tale riforma prevedeva la confisca dei latifondi ai cittadini e contadini ricchi, cambiando le relazioni di proprietà dei terreni agricoli. Un terreno superiore ai 35 acri veniva confiscato dallo stato e circa la metà delle terre sequestrate furono trasformate in aree agricole di proprietà statale, mentre l'altra metà veniva ceduta ai contadini più poveri. Questa riforma includeva anche la colonizzazione, in base alla quale le popolazioni dalle aree considerate depresse venivano trasferite nelle aree precedentemente occupate dai tedeschi. Nella RS di Croazia, la colonizzazione avvenne in Slavonia da parte di contadini poveri, principalmente Croati e Serbo-Bosniaci. Coloro che commerciavano durante la guerra furono dichiarati come dei profittatori e lo stato confiscò loro fabbriche, banche e grandi negozi.
Per rifornire di cibo le persone che vivevano nei paesi e nelle città, le autorità introdussero una politica di distribuzione basata sull'idea che il segmento lavorativo della società doveva avere vantaggi e beni diversi rispetto ai cittadini non lavoratori, considerati dei parassiti. Ciò portò allo sviluppo di mercati neri e speculazioni.
Il passo successivo nell'implementazione della riforma agraria fu la nazionalizzazione di grandi proprietà della classe borghese. Il 28 aprile 1948, quando i piccoli negozi e la maggior parte delle botteghe artigianali furono statalizzati, il settore privato nella RS di Croazia era quasi completamente scomparso. Tuttavia, mentre la fascia più povera della società si trovò avvantaggiata, la maggioranza della popolazione era contraria e cercò anche di porre resistenza. Proprio come in Unione Sovietica, lo stato controllava l'intera economia e il commercio libero era proibito, venendo sostituito dalla pianificazione centrale. Le autorità jugoslave iniziarono una distribuzione razionata dei beni di prima necessità tra la popolazione in base al riscatto, mentre i consumatori ottenevano un certo numero di certificati al mese per comprare una certa quantità di determinati beni, tra cui cibo, vestiti e scarpe.
Nella primavera del 1949, lo stato introdusse tasse elevate sulle aziende agricole private che i contadini non erano in grado di pagare. Ciò costrinse loro ad entrare nelle Unioni del lavoro agricolo, create sulla base dei kolchozy sovietici. In questo modo, lo stato introdusse la collettivizzazione forzata dei villaggi, dando così la possibilità ai contadini più poveri di ottenere gratuitamente un terreno che prima apparteneva agli agricoltori più ricchi. Nonostante i comunisti pensassero che la collettivizzazione potesse risolvere il problema del cibo, nel 1949 si verificò tuttavia la "crisi del pane". Il processo di esproprio in Jugoslava durò dalla metà del 1945 fino al 1949, uno dei più veloci tra i Paesi socialisti dell'Europa orientale.
Per questo processo, lo stato necessitò di un gran numero di ufficiali provenienti dal partito che dovevano ricevere ordini direttamente dal Politburo di Belgrado, lasciando ogni repubblica senza alcun potere reale sulla propria economia.

### Industrializzazione

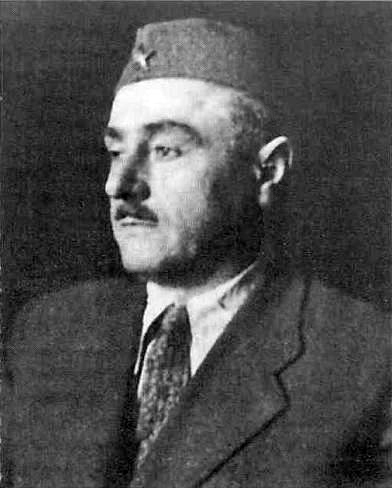
Andrija Hebrang, quarto segretario del Partito Comunista di Croazia.

L'industrializzazione è stato il processo più significativo nello sviluppo economico della RS Croata: dopo il processo di rinnovamento, quello industriale e dell'elettrificazione fu avviato sulla base del modello sovietico. La gestione dell'intera economia, la creazione di un sistema e della formulazione dei piani quinquennali fu affidata ad Andrija Hebrang. Come Presidente del Consiglio economico e della Commissione della pianificazione, Hebrang controllava i ministeri economici e, assieme a Tito, Edvard Kardelj e Aleksandar Ranković, è stato l'uomo più influente della Jugoslavia. Tuttavia, Hebrang fu sostituito da Boris Kidrič e il primo piano quinquennale fu presentato nell'inverno del 1946-1947 e approvato dal governo nella primavera del 1947. A causa della sua inesperienza, il piano si ispirava al modello sovietico e proponeva obiettivi irrealistici.
Nel piano quinquennale originale, Hebrang voleva aumentare la produzione industriale di cinque volte e quella agricola di 1,5 volte, aumentare il PIL pro capite di 1,8 volte e i ricavi nazionali di 1,8 volte. Il piano includeva anche l'aumento di manodopera qualificata da 350 000 a 750 000 persone. Per la RS Croata, fu stabilito che la sua produzione industriale dovesse aumentare del 452%.
Il rapido sviluppo dell'industria prevedeva un alto numero di operai, che passò da 461 000 nel 1945 a 1 990 000 nel 1949. Sia Kardelj e Bakarić auspicavano lo sviluppo dell'industria leggera, al contrario dell'idea di Hebrang per un'industria che sarebbe servita all'agricoltura. Il piano quinquennale fu comunque irrealistico e per la sua realizzazione servivano persone qualificate e capitale che in quel momento non erano ancora disponibili, ma lo stato continuò ad attuarlo.
Le fabbriche costruite più velocemente furono quelle del settore dell'industria pesante e militare, delle quali le più note nella RS Croata furono la "Rade Končar" e la "Prvomajska".
In tutto il territorio, lo stato edificò siti industriali e tutti i progetti d'industrializzazione ed elettrificazione furono svolti propagando l'idea della futura assenza di povertà e disoccupazione. Quest'ultimo fu effettivamente ridotto, ma i nuovi impiegati non erano stati formati per il settore assegnato e molti beni furono realizzati lentamente o non venivano prodotti affatto. In base alle visioni del Partito Comunista, il ruolo guida dell'economia fu affidato ai generali del direttorato che fungevano da collegamento tra i ministeri e la leadership del partito, aumentando così il controllo statale sull'economia nazionale. Le compagnie avevano la loro personalità legale ma non avevano autonomia operativa, essendo degli organi statali.

## Religione

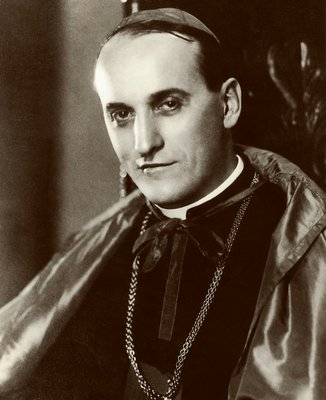
Aloysius Stepinac.

La maggior parte dei residenti della RS Croata era cattolica e circa il 12% della popolazione era costituita da cristiani ortodossi serbi, con una piccola minoranza di altre religioni. A causa delle difficili relazioni tra la Santa Sede e i funzionari comunisti jugoslavi, nessun nuovo vescovo cattolico fu nominato in Croazia fino al 1960, lasciando le diocesi di Križevci, Đakovo-Osijek, Zara, Sebenicco, Spalato-Macarsca, Ragusa di Dalmazia, Fiume e Parenzo-Pola senza vescovi per diversi anni. Dalla metà degli anni cinquanta, vi erano solo quattro vescovi insediati nella RS Croata in tre diocesi: Aloysius Stepinac, Franjo Salis-Seewiss, Mihovil Pušić e Josip Srebrnič.
Molti sacerdoti accusati di aver collaborato con gli ustascia e l'Asse durante la seconda guerra mondiale furono arrestati dopo la fine del conflitto, tra i quali vi era l'arcivescovo di Zagabria, Aloysius Stepinac: arrestato il 16 settembre 1946, fu condannato a sedici anni di prigione ma, nel dicembre 1951, fu rilasciato e posto agli arresti domiciliari nella sua casa a Krašić, vicino a Jastrebarsko, dove morì nel 1960. Stepinac fu nominato cardinale nel 1953 da Papa Pio XII, mentre il 3 ottobre 1998 è stato dichiarato martire cattolico e beatificato da Papa Giovanni Paolo II a Marija Bistrica durante la sua seconda visita in Croazia, generando polemiche per i crimini che commise durante la seconda guerra mondiale. Il 22 luglio 2016, il tribunale della contea di Zagabria ha annullato la sua condanna postbellica a causa di "gravi violazioni dei principi fondamentali attuali e precedenti del diritto penale sostanziale e procedurale".  Ciò provocò polemiche a causa dei sentimenti apertamente nazionalisti croati di Stepinac, del fatto che una corte inferiore come il tribunale della contea di Zagabria abbia potuto annullare il verdetto della Corte suprema, che l'intero processo di annullamento fosse terminato in soli sei giorni, che la prosecuzione sia stata posta sullo stesso piano della difesa (non fece appello all'annullamento) e che il giudice, apertamente anticomunista e di parte, aveva già preso la sua decisione prima dell'inizio del processo. Secondo alcuni detrattori, questo annullamento può essere visto quindi come un esempio di processo farsa.